# مارغريت كوبان
مارغريت أيمي روزين كوبان (2 فبراير1867-1931)، روائية وشاعرة بلجيكية، ولدت في بروكسل. أصبحت نسوية ورائدة في مجال تحرر المرأة والمطالبة بالحقوق المتساوية للنساء. وقد قورِنَت مع ناشطات في مجال حقوق النساء أمثال أميليا بلومر وإميلين بانكيرست.

## نشأتها
كانت كوبان ابنة شارلز-هنري كوبان، تاجر في أقمشة الدانتيل، ولد في فيتشيت Wijtschate (فلاندرز الغربية) ووالدتها ماري لوهو، التي ولدت قرب مدينة ليل، درست كوبان تحت إشراف إيزابيل غاتي دو غاموند، وتبعت خطوات مدرّستها لتصبح ناشطة كذلك.
أصبحت معلمة، وفي عام 1891 عملت لدى عائلة غنية في النمسا. بعد ذلك، ذهبت إلى مدينة بروج لتعيش مع أمها، حيث بقيَتا هناك حتى اندلاع الحرب العالمية الأولى عام 1914. وقامت بتدريس الفرنسية للسكان الإنجليز.
نشرت رواياتها الأولى بشكل مجهول. صدرت أول رواية لها بعنوان Initiation بشكل سلسلة في صحيفة لا ريفيو دو بيلجيك، وهي صحيفة ذات توجهات ليبرالية متأثرة بالماسونية والتفكير الحر.
تسببت روايتها «خارج الجنس Hors sexe» بفضيحة جعلت المدعي العام يقوم بمصادرتها واتُهِمَت كوبان بالكتابة الفاحشة. لم يتم اتخاذ أي إجراءات أخرى، ولكن كوبان أصبحت أكثر حذرًا في تعابيرها.
كانت مشاركة ناشطة في الحياة الثقافية الفرنسية في براغ وبروكسل. وساهمت في الصحف المحلية مثل صحيفة بروج Journal de Bruges  وLe Carillon في مدينة أوستند. حاضرت في التجمعات الثقافية مثل الدائرة الأدبية. عملت في نقابة الصحفيين التابعة لبروج، وأُوكلت إليها مهمة خاصة في ترفيه الزوّار الإنكليز، مثل عام 1902 عندما زارت مجموعة من الصحفيين الإنكليز معرض Flemish Primitives في بروج.
روَّعت كوبان بعض المواطنين في بروج عند ركوبها دراجة في شوارع المدينة وقد علقّت نهايتَي تنورتها بقدميها لتصبح كالبنطال. كانت نسويات القرن التاسع عشر والمطالبات بحقوق المرأة من حركة السوفراجيت suffragists يعتبرن الدراجة «آلة الحرية» ويستخدمنها لدعم تحرر المرأة. «امرأة تركب دراجة؟ يا للوقاحة!» هذا ما قاله بعض الأشخاص المصدومين في بروج تبعًا لصحيفة أسترالية نُشرت في عام 1937. ومثل أميليا بلومر، ابتكرت كوبان رداء نسائيًا يشبه البنطال كي يكون مناسبًا ومريحًا لركوب الدراجة.
في عام 1914 ومع اندلاع الحرب العالمية الأولى، هربت كوبان إلى إنكلترا حيث عملت في تدريس الفرنسية حتى وفاتها عام 1931.
كانت كوبان ماهرة في الأنثروبوسوفيا أو علم طبائع البشر والثيوسوفيّة، وهو ما يظهر بشكل واضح في رواياتها. مُنحَت جائزة النجمة الشرقية، وهي جائزة أُسست عام 1914 من قبل رودولف شتاينر وهيلينا بلافاتسكي.
بعد نحو قرن من النسيان، عادت أعمال مارغريت كوبان تحظى ببعض الاهتمام، وأُعِيد نشر بعضها.